# マリアン・ヴォイナ＝オルレヴィッツ
マリアン・ヴォイナ＝オルレヴィッツ（Marian Woyna-Orlewicz、1913年10月5日 - 2011年1月13日）は、ポーランドのクロスカントリースキー選手、ノルディック複合選手。マウォポルスカ県ヴァドヴィツェ出身。
1936年のガルミッシュパルテンキルヒェンオリンピックのクロスカントリースキーとノルディック複合に出場している。息子のイェージイはアルペンスキー選手である。